# 図書館学

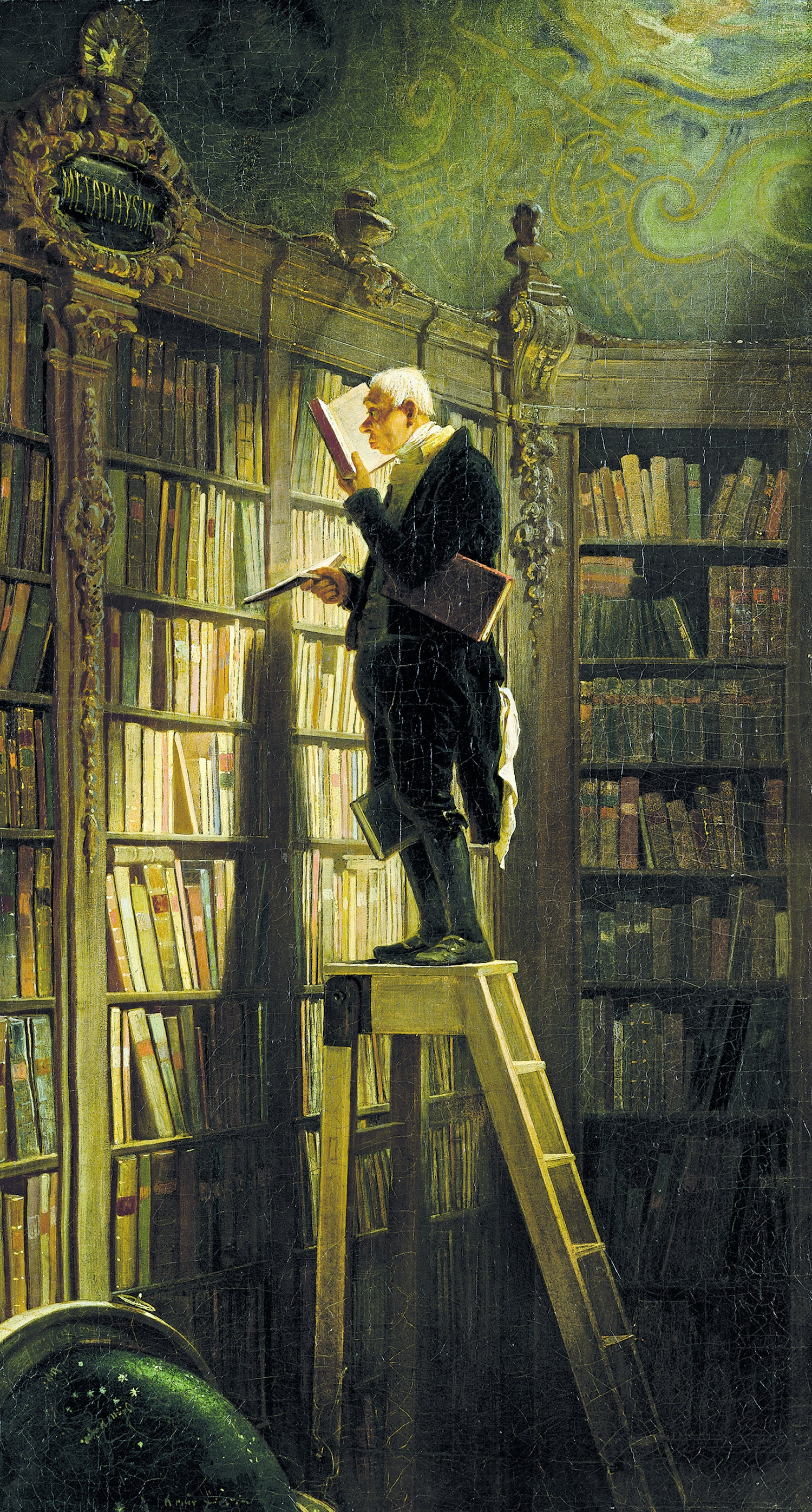
カール・シュピッツヴェークの「本の虫」

図書館学（としょかんがく、英語：library science、librarianship）とは、図書館に関係する技術・運営・思想などの諸要素を対象とする学問のことである。
図書館学は、図書館について取り扱う学問と捉えられるものの、図書館が人々の学習・教育・研究に関係性を有しているため、人々が行う知的な諸活動に関しても図書館学における研究対象とされることがある。
なお「図書館と情報」の関わりが深いことに鑑みて、図書館と情報を一体的に扱う図書館情報学（としょかんじょうほうがく、英語：library and information science）という学問もある。図書館学と図書館情報学の間には、諸研究の編成体系・分野区分などに若干の違いがあるとも考えられているが、両学問ともに図書館に大きくかかわる学問であり、両学問の性質は似通っているとも考えられている。

## 図書館学の分野

### 中核領域
- 図書館経営論 - 経営論
- 図書館利用論 - 利用論
- 図書館サービス論 - サービス論
- 図書館メディア論 - メディア論
- 図書館資料論 - 資料論
- 図書館史学
- 図書史学

### 周辺領域
- 生涯学習論 - 学習論
- 情報サービス論 - 情報論 - サービス論
- 情報検索論 - 情報論 - 検索論
- 専門資料論 - 資料論
- 資料組織論 - 資料論 - 組織論
- 児童サービス論 - 児童論 - サービス論
- コミュニケーション論
- 情報機器論
- 文献学
- 書誌学
- 古文書学

### 参照領域
- 教育学
- 情報学
- メディア学
- 人間科学